# Laurepa epakros
Laurepa epakros är en insektsart som beskrevs av Otte, D. och Perez-gelabert 2009. Laurepa epakros ingår i släktet Laurepa och familjen syrsor. Inga underarter finns listade i Catalogue of Life.